# Standard Ethics Italian Index
Lo Standard Ethics Italian Index è un indice di borsa sulla Corporate Governance e la sostenibilità lanciato il primo gennaio 2014 dall'agenzia di rating di indipendente Standard Ethics. Anche questo indice, come tutti quelli pubblicati da questa Agenzia, è Open Free, quindi rende disponibile la metodologia, i criteri di calcolo ed anche i pesi.